# Aksánas
Aksánas, skupina Indijanaca porodice Alacalufan nastanjena u području između zaljeva Golfo de Penas i otoka Wellington, na jugu Čilea. S pravim Alacaluf Indijancima, njihovim susjedima na jugu dosta se jezično razlikuju, što je izučavao Hammerly Dupuy (1947, 1952) i ustanovio da su nesrodni. Nešto ih se očuvalo u Puerto Edenu gdje ih nalazi i Mladen Šutej u vrijeme svog obilaska jedrilicom Hir 3 oko Rta Horn, no on ih naziva Alacaluf, te kaže da ih je preostalo 17. 